# Tríada (màfia xinesa)
Tríada (xinès tradicional三合會, xinès simplificat 三合会) és un terme genèric que fa referència a certes organitzacions criminals d'origen xinès. Entre les seves activitats es troba el tràfic de drogues, assassinats, blanqueig de diners, apostes, prostitució, extorsió, així com, més recentment, la pirateria de software, CDs i DVDs.

## Història
Les societats secretes xineses, o tríades, existeixen d'ençà el segle xvii. Aquestes organitzacions van començar com a resistència contra el poder de la dinastia Qing, intentant restaurar els Han al govern. La primera societat mafiosa va ser Tian Di Hui (Societat del cel i la terra), es va estendre per tota Xina i adquirint diferents noms. En una segona etapa van substituir els fins polítics pels criminals i lucratius.